# Anne-Charlotte de Lorraine
Pour les articles homonymes, voir Charlotte de Lorraine (homonymie).
Anne-Charlotte de Lorraine, née au château de Lunéville, duché de Lorraine le 17 mai 1714 et morte à Mons, Pays-Bas autrichiens (actuellement en Belgique) le 7 novembre 1773, est la fille cadette du duc Léopold Ier de Lorraine et de Bar et de son épouse née Élisabeth-Charlotte d'Orléans, elle-même nièce du roi Louis XIV et sœur du régent Philippe d'Orléans.

## Une famille au cœur de l'Europe

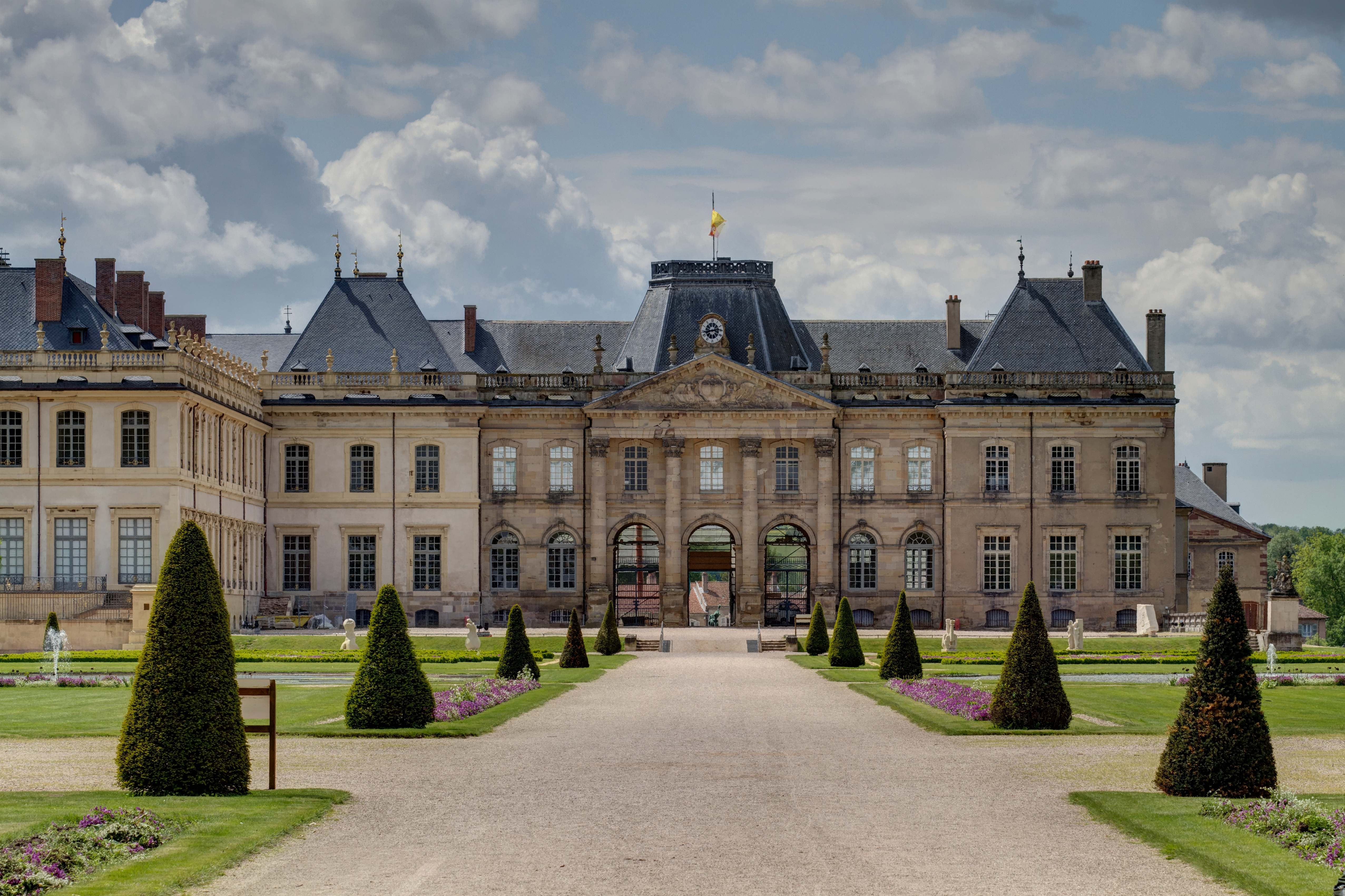
Château de Lunéville

Anne-Charlotte est le treizième enfant et la dernière fille du couple ducal qui s'est retiré au château de Lunéville pour ne pas être témoin de l'occupation de Nancy, leur capitale, par les troupes françaises pendant la guerre de Succession d'Espagne. 
Cependant à la naissance, seuls quatre de ses frères et sœurs sont encore en vie : Léopold-Clément né en 1707, héritier du trône depuis la mort de son frère Louis en 1711, François-Étienne, né en 1708, Élisabeth-Thérèse née en 1711 et Charles-Alexandre, né en 1712. En 1718, sa mère accouche d'une dernière fille qui ne survit pas.
En janvier 1719, la famille ducale sort indemne du premier des incendies dont sera victime le château de Lunéville. Le feu s'est déclaré en pleine nuit et le couple ducal, ses enfants, tous les habitants du château se retrouvent en chemise et les pieds dans la neige.
Anne-Charlotte a sept ans et demi, le 25 octobre 1722, quand elle rencontre sa famille maternelle (la maison royale de France), et notamment, pour la première et dernière fois, sa grand-mère, Élisabeth Charlotte, duchesse douairière d'Orléans, la fameuse « princesse Palatine », à l'occasion du couronnement de son cousin, le jeune roi de France Louis XV à Reims. Cette grand-mère, pourtant fort peu encline à l'indulgence quand elle parle des siens, écrira à son gendre qu'elle a trouvé les petits Lorraine « fort bien élevés » et d'Anne-Charlotte, « la cadette est une beauté ». Cela lui fût sans doute une consolation pour cette grand-mère quand elle songeait aux débauches de ses disgracieuses petites-filles françaises. La vieille princesse mourra à Saint-Cloud le 8 décembre suivant, quelques mois à peine avant son fils, le régent et son petit-fils, le prince héritier Léopold-Clément de Lorraine.

## Déboires matrimoniaux à Versailles
En 1723, Léopold Ier, déçu de ses relations avec la France, songe à envoyer son héritier terminer sa formation à la cour de l'empereur Charles VI à Vienne, espérant secrètement lui faire épouser à terme l'archiduchesse héritière, Marie-Thérèse d'Autriche. Le jeune prince de 16 ans meurt la même année et c'est son frère François-Étienne qui quitte Lunéville et part à sa place.
Deux ans plus tard, le couple ducal espère ardemment marier sa fille aînée au roi de France Louis XV qui vient d'avoir 15 ans. Les intrigues du premier ministre, le duc de Bourbon, prince du sang, chef d'une branche cadette rivale des Orléans et de sa maîtresse la marquise de Prie, plutôt que la nièce du défunt régent, mettent sur le trône des lys une princesse obscure et quasiment vieille fille : Marie Leszczynska. La « défaite » lorraine est amère, surtout pour la duchesse qui, d'origine française, est mortifiée qu'à sa fille, issue de sangs illustres, soit préférée une inconnue.
Un autre insuccès vient également de France quelques années plus tard. Cette fois, il concerne également Anne-Charlotte. En 1726, le fils du régent, neveu de la duchesse, qui avait relevé le titre de son père perd son épouse, Auguste de Bade, qu'il avait passionnément aimée. En dépit des efforts de la duchesse, ce veuf qui n'a pas trente ans, refuse tout projet de remariage, même avec une de ses cousines de Lorraine (1729).
Cette année-là, le duc Léopold Ier meurt, laissant le trône au frère d'Anne-Charlotte qui est encore à Vienne. En attendant le retour de ce dernier, la duchesse Élisabeth Charlotte s'empare de la régence.
Après un court séjour à Lunéville, François III, cédant la régence à sa mère, part pour un tour d'Europe qui le ramène à Vienne où l'on voit en lui -de plus en plus ouvertement- le futur époux de l'archiduchesse Marie-Thérèse ce qui déplaît énormément à la cour de Versailles où le cardinal de Fleury, successeur du duc de Bourbon, voit d'un œil inquiet les Habsbourg à Nancy et à Bar-le-Duc par gendre interposé.
La guerre de Succession de Pologne met un terme diplomatique à cette situation : la France accepte le mariage du duc François III avec Marie-Thérèse à condition que celui-ci abandonne ses états à Stanislas Leszczynski, roi détrôné de Pologne et père de la reine de France. En échange, il reçoit la Toscane où se meurt le dernier des Médicis. 
François III ne peut qu'accepter - à contrecœur - le marchandage malgré les objurgations de sa mère. Il épouse l'archiduchesse, réellement amoureuse de lui, en février 1736.
On ressuscite, pour la duchesse douairière, la principauté de Commercy, qu'on lui attribue en viager.
La vieille princesse, se sentant trahie, y va, avec Anne-Charlotte, cacher son désenchantement, son amertume et ses humiliations, mais avant cela, la nouvelle situation de son fils lui permet de marier sa fille aînée, Élisabeth-Thérèse, au roi Charles-Emmanuel III de Sardaigne, son cousin utérin, déjà deux fois veuf. La reine de Sardaigne meurt quatre ans plus tard, à 29 ans, des suites de ses troisièmes couches.

## Abbesse séculière à Remiremont
Quant à Anne-Charlotte, déjà âgée de 23 ans, elle est destinée à l'Église : elle est élue abbesse de la prestigieuse abbaye de Remiremont le 10 mai 1738. Un tel titre la met quasiment au rang des princes souverains puisque cette abbaye, uniquement composée de dames de haute noblesse et dont le domaine temporel englobe un grand nombre de villages, ne relève que de l'autorité du pape (pour le spirituel) et de l'empereur (pour le temporel).
Bien que ne résidant pas dans sa capitale, Anne-Charlotte y fera construire en 1752 un somptueux palais abbatial par l'architecte Jennesson, architecte de l'église Saint-Sébastien de Nancy.

## Sœur de l'Empereur à Vienne

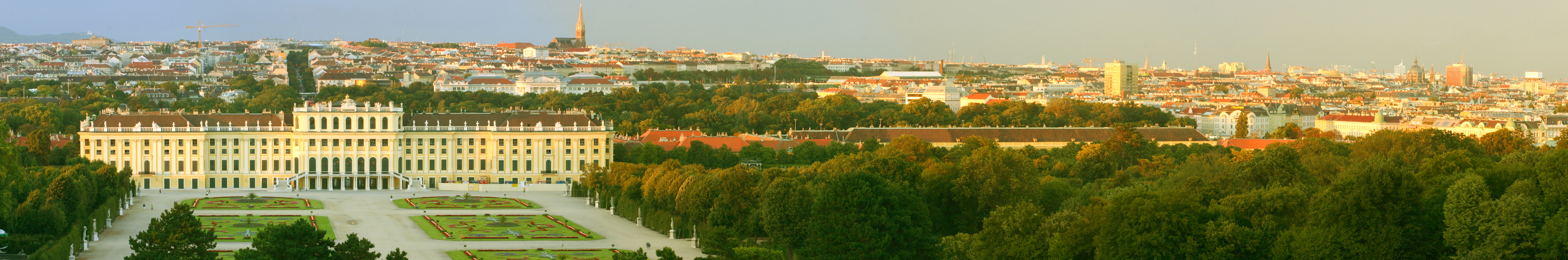
Château de Schönbrunn (état actuel).

Anne-Charlotte reste à Commercy auprès de sa mère qu'elle soutient dans sa vieillesse. Après la mort de celle-ci (23-XII-1744) et le retour de la principauté de Commercy au duché de Lorraine et de Bar où règne l'ex-roi de Pologne imposé par la France, elle va demeurer à Vienne auprès de son frère et de sa belle-sœur. 
Elle assiste, à Francfort, avec la famille impériale, au couronnement de François comme empereur le 4 octobre 1745, jour de la Saint François. Bien qu'éloignée de son abbaye, elle en supervise la gestion et fait édifier à Remiremont à partir de 1752 un palais abbatial qui doit refléter la puissance de son rang. 
Néanmoins, elle ne se trouvera jamais à son aise au château de Schönbrunn : entourée de Lorrains en exil, elle n'y est jamais que la belle-sœur de la souveraine, en quelque sorte « invitée » voire « à charge » et se sent intruse.
Elle n'y a qu'un seul ami, le comte Charles O'Gara, son grand écuyer depuis 1752. La relation qu'elle entretient avec cet ancien page de son père, devenu confident de son frère, l'Empereur, fait croire à une intimité coupable et sa belle-sœur, l'impératrice Marie-Thérèse préfère l'éloigner de Vienne.

## Sœur du Régent des Pays-Bas à Bruxelles
En 1754, Marie-Thérèse d'Autriche nomme sa belle-sœur abbesse séculière du chapitre de dames nobles de la collégiale Sainte-Waudru de Mons aux Pays-Bas dont son frère, Charles-Alexandre de Lorraine, est régent pour le compte de Marie-Thérèse depuis 1740. Abbesse séculière, elle peut donc gérer son monastère tout en restant dans le monde.
Deux ans plus tard, elle est encore nommée par sa belle-sœur, coadjutrice du monastère de Thorn puis en 1757 coadjutrice de celui d'Essen.
Si l'impératrice veille sur les intérêts de sa belle-famille, elle n'en reste pas moins une souveraine soucieuse de ses états et en 1756, au grand dam des princes Lorrains, elle signe un traité d'alliance avec la France et met en place une politique de réconciliation notamment au moyen de mariages entre membres de la maison de  Habsbourg-Lorraine et membres de la maison de Bourbon. La guerre de Sept Ans ne permettra pas à l'Autriche de récupérer la Silésie et fera perdre à la France la majeure partie de son empire colonial mais épargnera les Pays Bas autrichiens.
Dans le même temps, à Bruxelles, Anne-Charlotte jouit d'une grande influence sur son frère et fait office de « première dame ». Charles Alexandre de Lorraine, veuf depuis dix ans de la sœur de l'impératrice, n'a pas d'enfant. Il ne s'est pas remarié. Ses fils pourraient revendiquer la couronne de Lorraine et nuire à la stabilité de l'Europe. Le gouverneur a été élu en 1761 grand maître de l'ordre Teutonique, charge des plus lucratives mais qui demande à son titulaire de n'être pas marié. Il entretient cependant une relation suivie avec Beatrix du Han de Martigny, comtesse de Choiseul-Meuse (1711-1793), qu'il avait connue à Lunéville et qu'il a retrouvée à Bruxelles au grand dam d'Anne-Charlotte.
En 1763, Anne-Charlotte désigne comme coadjutrice et successeure de Remiremont la princesse Christine de Saxe, princesse allemande mais sœur de la dauphine Marie-Josèphe de Saxe. Elle fait la même chose avec le monastère de Thorn qu'elle cède à Cunégonde de Saxe, sœur cadette de Christine et de Marie-Josèphe.
En 1765, elle assiste au mariage de son neveu le futur empereur Léopold II du Saint-Empire à Innsbruck au cours duquel meurt son frère, l'empereur François Ier.
En février 1766 l'ex-roi Stanislas meurt à Lunéville. Le Barrois et la Lorraine deviennent officiellement français tandis qu'à Versailles et à Vienne, on envisage sérieusement la mariage de l'archiduchesse Marie-Antoinette, fille du dernier duc de Lorraine avec le dauphin, petit-fils du roi de France.
D'avril à septembre 1770, Anne-Charlotte fait un dernier voyage à Vienne. En chemin la princesse quinquagénaire croise sa nièce de quatorze ans, Marie Antoinette qui se rend vers son mariage français (et son tragique destin) sceller cette alliance franco-autrichienne qui déplaît tant aux derniers princes lorrains.

## Décès
Anne-Charlotte meurt à Mons le 7 novembre 1773, âgée de 59 ans. Son corps est inhumé à Nancy, dans la crypte des cordeliers où reposent les corps des ducs, ses ancêtres. Son frère meurt sept ans plus tard.